# Rozedranec pihovitý
Rozedranec pihovitý (Antennarius coccineus) je paprskoploutvá ryba z čeledi rozedrancovití (Antennariidae).
Druh byl popsán roku 1831 francouzským přírodovědcem René Lessonem.

## Popis a výskyt
Maximální délka této ryby je 13 cm.
Její zbarvení je variabilní. Může být červená, světle hnědá, žlutá, zelená a černá. Tělo je pokryto třásnitými výrůstky (bradavicemi). Má slabé pigmentovanou tmavou skvrnu za hřbetní ploutví a tmavé pruhy vyzařující z očí.
Svou potravu láká na přívěsek zvaný ilicum, který je umístěn na čele.
Byla nalezena ve vodách Indo-Pacifiku, a to v Rudém moři, od Jižní Afriky po nejvýchodnější ostrovy Pacifické desky, včetně Ostrovů Neštěstí. Jsou obvykle osamělí a obývají lagunové, přílivové a pobřežní útesy. Nacházejí se v útesových štěrbinách a mezi sutinami v hloubce 1–75 m.
Samice kladou pelagické jikry do velké vznášející se želatinové hmoty.

## Hospodářské využití
Je využívána jako akvarijní ryba. Je mírumilovná a může být chovaná s jakýmkoliv druhem ryb mimo agresivních, malé útesové ryby a bezobratlé však požírá. Dekorace akvária by měla imitovat útesy, aby s nimi ryba mohla splynout. Minimální velikost nádrže je asi 113 litrů.